# Jean le Sauvage

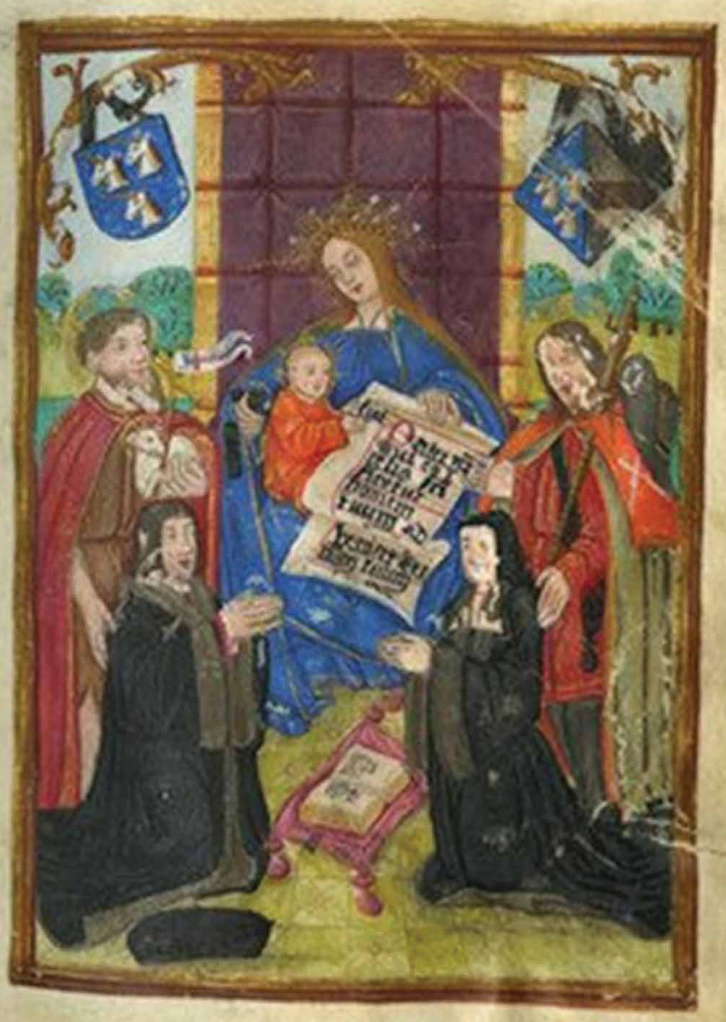
Jean le Sauvage en Jacqueline de Boulogne op een miniatuur van Jean Markant (1503). Het portret in dit getijdenboek is het enige dat de damnatio memoriae van Sauvage heeft overleefd.

Jean le Sauvage of Ioannes Sylvagius, heer van Escobecques en gulden ridder (Rijsel, 1455 — Zaragossa, 7 juni 1518) was een hoge ambtenaar, diplomaat en rechter onder Filips de Schone en keizer Karel V. Onder de bescherming van Willem II van Croÿ reeg hij een reeks functies aaneen die hem tot een van de meest invloedrijke mensen achter de troon maakten: president van de Raad van Vlaanderen, voorzitter van de Geheime Raad, kanselier van Brabant, kanselier van Vlaanderen en Bourgondië en kanselier van Castilië. Met grote belangstelling volgde en patroneerde hij christelijke humanisten als Thomas More en Desiderius Erasmus.

## Leven
Jean le Sauvage werd geboren in januari of februari 1455 in een Rijselse ambtenarenfamilie. Aan de Leuvense universiteit behaalde hij in 1478 een licentiaat in de rechten. In 1480 werd hij financieel klerk en in 1489 maakte hij zijn intrede in de Raad van Vlaanderen. In dit rechtscollege werd hij in 1493 raadsheer-rekwestmeester en in 1497 president. Nadat hij in 1503 ook tot ridder was geslagen, verruilde hij de Raad van Vlaanderen in 1509 voor het voorzitterschap van de Geheime Raad (avant la lettre), waarin een kleine groep adviseurs het beleid voor de Bourgondische Nederlanden uittekende. Vanaf 1510 cumuleerde hij dat voorzitterschap met het kanselierschap van Brabant. In 1511 stapte hij uit de Geheime Raad en in 1514 uit de Raad van Brabant, om (groot)kanselier van Bourgondië te worden. Daarbovenop was hij van 1516 tot zijn dood kanselier van Castilië.
Landvoogdes Margaretha van Oostenrijk maakte bezwaar tegen deze accumulatie van macht, maar ze werd in 1515 buitenspel gezet door de meerderjarigverklaring van de vijftienjarige prins Karel. In dit manoeuver was de hand te herkennen van Willem II van Croÿ en Sauvage, die de steun van de Staten van Brabant hadden weten te verwerven. De Staten hadden duidelijk vertrouwen in hun invloed en deden een grote betaling aan keizer Maximiliaan I om de operatie doorgang te laten vinden. Als leermeester van de jonge vorst koos Sauvage voor Erasmus. Deze prins der letteren kwam naar Brussel en schreef voor zijn pupil de Institutio principis christiani, een vorstenspiegel die in Il Principe weldra een tegenhanger zou vinden. Nog op verzoek van Sauvage publiceerde Erasmus in 1517 de Querela pacis. Deze pacifistische Klacht van de vrede kwam er in de context van het Verdrag van Kamerijk.
Tijdens zijn loopbaan vervulde Sauvage diverse diplomatieke missies. Hij onderhandelde met Engeland de Intercursus Malus van 1506 en de hernieuwing ervan in 1516. In datzelfde jaar hielp hij ook aan de totstandkoming van het Vrede van Noyon met Frankrijk en het Verdrag van Brussel tussen koning Frans I van Frankrijk en keizer Maximiliaan I. Het koninginnestuk was het Verdrag van Kamerijk (1517), een alliantie van Karel I van Spanje met Frans I en keizer Maximiliaan. De achterliggende bedoeling was steeds het bewaren van de Europese vrede door een complex web van verdragen.
Het lijkt er sterk op dat Sauvage de waarden deelde van christelijke humanisten als Thomas More, Desiderius Erasmus en Pieter Gillis. Omgekeerd zagen zij in hem het ideaal van een rechtvaardige heerser, zoals uiteengezet in Mores boek Utopia. In een brief aan Erasmus schreef More op 31 oktober 1516 dat hij zich Sauvage voorstelde als prins van Utopia, mocht hij in de Utopische staat leven. In een voorwoord bij het boek noemde Jean Desmarez (Johannes Paludanus) Sauvage "de enige Mecenas van alle goede zaken". Gillis droeg zijn Summae sive argumenta legum diversorum imperatorum op aan Sauvage en roemde hem als vredestichter.
In 1516 vergezelde Sauvage prins Karel op zijn reis naar Spanje om te worden ingehuldigd in de verschillende koninkrijken waarin hij zijn overleden vader zou opvolgen. Het ontaktvolle gedrag van de Nederlandse edelen die Karel vergezelden, in het bijzonder van Sauvage, wordt doorgaans beschouwd als een factor die twee jaar na zijn dood de Revolte van de communeros deed uitbreken. Het valt niet uit te sluiten dat hij de Spanjaarden met opzet op stang joeg, om te verhinderen dat Karel, door te veel tronen te bezetten, het Europese machtsevenwicht zou verstoren.
Het neemt niet weg dat Sauvage zich met Spaanse zaken bezighield. In maart 1518 ontving hij Fernao de Magalhaes, die met een wereldbol in de hand een plan kwam voorstellen om via het westen naar de Molukken te varen. Bartolomé de las Casas was aanwezig bij het onderhoud en deed er verslag van. Karel V gaf nog diezelfde maand toestemming, maar het vertrek volgde pas een jaar later.
Sauvage stierf te Zaragossa. Onmiddellijk gingen er geruchten dat hij was vergiftigd. Na zijn dood voegde Erasmus een herwerkte brief aan Sylvagius als voorwoord bij zijn Institutio principis christiani. Zijn weduwe Jacqueline liet een grafteken met epitaaf oprichten in de Brusselse Sint-Michielskerk, in een kapel die ze liet bijbouwen aan de zuidelijke kooromgang (1518-1522). Het bouwwerk werd in het midden van de 17e eeuw verwijderd doordat Sauvage te maken kreeg met een condemnatio memoriae. Dit uitwissen van zijn gedachtenis was niet alleen zichtbaar in het herbouwen van de kapel (1649-1651), maar ook in de afbraak van zijn voormalige kasteel in Sterrebeek.

## Familie
Jean was een zoon van Jacques le Sauvage en Geneviève de Courcelles. Hij trouwde met Jacqueline de Boulogne, dochter van een auditeur in de Rekenkamer van Vlaanderen. Ze hadden twee zonen, Jean en Antoine.

## Wetenswaardig
- James Ensor schilderde in 1891 Gille et Sauvage, een werk dat op vermoedelijk verwijst naar Pieter Gillis en Jean le Sauvage.

## Geschriften
- Responsa in jure
- Traité du chancelier de Bourgogne sur les prétentions et différends qui sont entre les Maisons de France et de Bourgogne ou d'Autriche, touchant plusieurs grandes terres et seigneuries, fait du temps de Maximilien Ier

## Voetnoten
1. ↑  Eques auratus, niet te verwarren met de Orde van het Gulden Vlies
2. ↑  Genealogy Pierfit geneanet